# Sistema exteroceptivo
El sistema exteroceptivo es un conjunto de receptores sensitivos formado por órganos terminales sensitivos especiales distribuidos por la piel y las mucosas que reciben los estímulos de origen exterior y los nervios aferentes que llevan la información sensitiva aferente al sistema nervioso central.
El sistema exteroceptivo recibe estímulos externos al cuerpo, al contrario que el sistema propioceptivo o visceroceptivo, donde los estímulos sensoriales proceden del interior del cuerpo.

Los estímulos externos que excitan al sistema exteroceptivo son el frío, el calor, la presión, el dolor, etc; estímulos recogidos por el sentido del tacto, concepto tradicional etc.
- Datos: Q6129907